# Takers
Takers è un film del 2010 diretto da John Luessenhop.
Pellicola statunitense con protagonisti Matt Dillon, Paul Walker, Hayden Christensen e Idris Elba.
Si ispira a Heat - La sfida di Michael Mann, per stessa ammissione dello sceneggiatore Gabriel Casseus (l'intervista è contenuta nell'edizione Blu-ray del film).

## Trama
Un famoso gruppo di criminali, formato da John Rahway, Ghost, Jesse Attica, A.J., Jake Attica e dal loro leader Gordon Cozier, è solito prendersi gioco della polizia, riuscendo a compiere rapine in banca in modo perfetto: molto velocemente e senza lasciare tracce. Un giorno decidono di mettere a segno un ultimo grande colpo, per chiudere degnamente la loro carriera da rapinatori, ma se la dovranno vedere con il tenace detective Jack Welles che farà di tutto per riuscire a fermarli.

## Produzione
La Screen Gems, società sussidiaria della Sony Pictures Entertainment, in collaborazione con la Rainforest Films e la Grand Hustle Entertainment, avviò la produzione del film a fine 2008. La sceneggiatura fu scritta da Peter Allen, Gabriel Casseus, John Luessenhop e Avery Duff, e la direzione fu assunta dal regista John Luessenhop. Quando ancora il titolo di lavorazione del film era Bone Deep, tra i primi attori ad entrare nel cast vi furono Chris Brown, Paul Walker, Hayden Christensen e Zoe Saldana. Il budget stimato per realizzare il film fu di circa 20 milioni di dollari.
Le riprese, effettuate nel corso del 2009, si sono svolte prevalentemente nella città di Culver City, in California.

## Distribuzione
La Sony Pictures Entertainment ha distribuito il film nelle sale cinematografiche degli Stati Uniti dal 27 agosto 2010. In Italia è stato distribuito direttamente sul mercato home video dal 23 marzo 2011.

## Accoglienza

### Incassi
In patria il film ha incassato oltre 57 milioni di dollari.

### Critica
Il film non ha ottenuto riscontri positivi dalla critica. Per il Chicago Tribune la trama è lenta e prevedibile, mentre Bill Gibron su filmcritic.com ha definito Takers una storia crime inferiore alla media. Il San Francisco Chronicle lo ha definito un film nonsenso, e anche USA Today lo ha classificato come uno sparatutto dove le eventuali aspirazioni poetiche del genere gangster sono molto difficili da cogliere. Rotten Tomatoes ha riassunto i giudizi dei principali critici in un punteggio di 24/100.